# Норман, Борис Юстинович
Бори́с Юсти́нович Но́рман (бел. Барыс Юсцінавіч Норман; род. 6 февраля 1945 года, Ленинград, РСФСР) — советский и белорусский лингвист, доктор филологических наук, профессор кафедры теоретического и славянского языкознания, заслуженный работник образования Республики Беларусь, автор более 280 публикаций.

## Биография
Борис Юстинович Норман родился 6 февраля 1945 года в Ленинграде.
В доме, где вырос будущий профессор, была библиотека. С детства много читал, любил рисовать, интересовался философией, социологией и теорией искусств.
Детство провел в городе Таллине (Эстония), где и получил среднее образование. В школе очень любил немецкий язык и достаточно хорошо его знал.
С 1961 по 1966 год учился на филологическом факультете Ленинградского государственного университета и получил диплом с отличием по специальности «славянская филология».
С 1966 по 1968 год учился в аспирантуре Белорусского государственного университета (город Минск). С 1968 года работает в БГУ: старший преподаватель, с 1971 года — доцент, с 1985 года — профессор, с 1999 года — заведующий кафедрой теоретического и славянского языкознания филологического факультета Белорусского государственного университета.
В 1969 году защитил кандидатскую диссертацию «Возвратные конструкции в современном болгарском литературном языке», научный руководитель — доктор филологических наук, профессор Адам Евгеньевич Супрун.
В 1984 году защитил докторскую диссертацию «Синтаксис речевой деятельности. Простое предложение», научный консультант — доктор филологических наук, профессор А. Е. Супрун.

## Научная деятельность
С 1967 по 1968 год стажировался в Софийском университете (Болгария). Работал в качестве гостевого профессора в Техасском университете (г. Остин, США). Выступал с научными докладами и читал лекции в Москве, Петербурге, Киеве, Берлине, Потсдаме, Хельсинки, Любляне, Варшаве, Софии и других университетских центрах.
В 1995—1999 годах работал профессором и заведующим кафедрой языкознания в Высшей школе г. Седльце (Польша).
Участвовал в работе IX, X, XI, XIII Международных съездов славистов. Подготовил более 10 кандидатов наук.
Занимался морфологией славянских языков (прежде всего русского, но также болгарского, польского, белорусского), синтаксисом, теорией языка. Интересовался психолингвистикой, социолингвистикой и прагмалингвистикой.
На кафедре теоретического и славянского языкознания филологического факультета БГУ преподавал болгарский язык, введение в языкознание, а также руководил спецсеминаром «Грамматика славянских языков в сопоставительном аспекте».

## Награды и премии
- 1991 год — диплом Всесоюзного конкурса на лучшее произведение научно-популярной литературы.
- 2002 год — грант Американского совета научных сообществ (ACLS).

## Основные труды
Книги
- Лингвистика каждого дня. Минск, 1991. — 303 с.
- Грамматика говорящего. СПб., 1994. — 228 с.
  - Грамматика говорящего: От замысла к высказыванию. 2-е изд. испр. и доп. М.: URSS, 2010. — 232 с.
- Общее языкознание. Структура языка. Типология языков и лингвистика универсалий. Минск, 1995. — 336 с. (соавторы: Н. Б. Мечковская, Б. А. Плотников, А. Е. Супрун);
- Основы языкознания. Минск, 1996. — 207 с.
- Теория языка. Вводный курс. Учебное пособие. М., 2004. — 296 с.
- Русский язык в задачах и ответах. Для олимпиад, викторин и самообразования. Минск, 2004. — 170 с.
  - Русский язык в задачах и ответах. Минск, 2009.
  - Русский язык в задачах и ответах. М., 2010.
- Лингвистические задачи. Учебное пособие. М., 2006. — 272 с.
  - Лингвистические задачи. Учебное пособие для студентов, аспирантов, преподавателей-филологов. Изд. 3-е. М.: Флинта — Наука, 2009. — 272 с.
- Kognition, Sprache und phraseologische / parömiologische Graduierung- Wiesbaden, 2005. — 403 c. (соавторы: H. Jachnow, A. Kiklevič, N. Mečkovskaja, M. Wingender).
- Болгарский язык в лингвострановедческом аспекте. Курс лекций. Минск, 2005. — 131 с.
- Лингвистическая прагматика (на материале русского и других славянских языков). Курс лекций. Минск, БГУ, 2009. — 183 с.
- Основы психолингвистики. Курс лекций. Минск, БГУ, 2011. — 131 с.
- Когнитивный синтаксис русского языка. М.: Флинта — Наука, 2013.

Статьи
1. Акцент // Энциклопедия для школьников и студентов: в 12 т. Т. 1: Информационное общество. XXI век / под общ. ред. В. И. Стражева. — Минск : Белорус. энцикл. им. П. Бровки, 2009. С. 26.
2. Гербы, флаги, униформа и другие опознавательные знаки // Энциклопедия для школьников и студентов: в 12 т. Т. 1: Информационное общество. XXI век / под общ. ред. В. И. Стражева. — Минск : Белорус. энцикл. им. П. Бровки, 2009. С. 136—138.
3. Голос // Энциклопедия для школьников и студентов: в 12 т. Т. 1: Информационное общество. XXI век / под общ. ред. В. И. Стражева. — Минск : Белорус. энцикл. им. П. Бровки, 2009. С. 35.
4. Грамматическимй строй языка // Энциклопедия для школьников и студентов: в 12 т. Т. 1: Информационное общество. XXI век / под общ. ред. В. И. Стражева. — Минск: Белорус. энцикл. им. П. Бровки, 2009. С. С. 35 — 37.
5. Номинативное предложение в функции резюме (на материале художественных тестов) // Жанры речи. Вып. 6. Жанр и язык / Отв. ред. В. В. Дементьев. Саратов, 2009. С. 239—246.
6. К развитию определительных придаточных предложений в славянских языках // Bulgaristica — Studia et Argumenta. Festschrift für Ruselina Nitsolova zum 65. Geburtstag. Herausgegeben von Sigrun Comati. (Specimina Philologiae Slavicae. Bd. 151). München, Verlag Otto Sagner. 2009. С. 317—327.
7. Valkovenäjänkielennykytila // Idäntutkimus. (Helsinki). 2009. № 2. С. 3 — 13 (на финском языке: Современное состояние белорусского языка).
8. Сдвиг в значении, основанный на формальном сходстве слов // FromPoetstoPadonki. Linguistic Authority & Norm Negotiation in Modern Russian Culture / ed. by I. Lunde & M. Paulsen. Bergen, 2009 (SlavicaBergensia 9). С. 228—251.
9. Прагматический аспект грамматики славянских языков // Вестник Московского университета. Серия 9. Филология. 2009, № 5. С. 76 — 85.
10. Внеситуационное предложение versus разовое высказывание: виртуальность и реальность в синтаксисе // Научное наследие Владимира Григорьевича Адмони и современная лингвистика. Материалы Международной научной конференции, посвященной 100-летию со дня рождения В. Г. Адмони. 9 — 13 ноября 2009 года. Санкт-Петербург, 2009. С. 192—193.
11. Лексический повтор как дискурсивная тактика // Лингвистика креатива. Коллективная монография / отв. ред. Т. А. Гридина. Екатеринбург, 2009. С. 230—244. То же — в кн.: Лингвистика креатива-1. Коллективная монография / Под ред. Т. А. Гридиной. Изд. 2-е. Екатеринбург, 2013. С. 230—244.
12. Почему антипословицы — «анти»? // Słowo. Tekst. Czas X. Jednostka frazeologiczna w tradycyjnych i nowych paradygmatach naukowych / pod red. M. Aleksiejenki i H. Waltera. Szczecin — Greifswald, 2010. С. 308—316.
13. От лексического значения к концепту и обратно (слово чемодан в русскоязычном сознании) // Проблемы русского и общего языкознания. Межвуз. сб. науч. тр. Вып.8.Елец, 2010. С. 59-68.
14. Когнитивный аспект синтаксических моделей// Die slavischen Sprachen im Licht der kognitiven Linguistik — Славянские языки в когнитивном аспекте/ Eds: Tanja Anstatt, Boris Norman. — Wiesbaden: Harrassowitz, 2010. — С. 157—175.
15. Псевдовысказывания как лингвистический феномен (на материале славянских языков) // Вестник Московского университета. Сер. 9. Филология. 2010, № 1. С. 32 — 53.
16. Речевая свобода и языковая игра // Русский язык. 2010. № 21. С. 2 — 6.
17. Искусственное слово в естественном дискурсе // Вестник Нижегородского университета им. Н. И. Лобачевского. 2010. № 4 (2). С. 653—657.
18. О лексико-семантических сдвигах в белорусском варианте русского языка // Проблемы лексической семантики. Тезисы докладов международной конференции Девятые Шмелевские чтения (24-26 февраля 2010 года). М., 2010. С. 113—116.
19. Об агглютинативных тенденциях в грамматике русского языка // Русский язык: исторические судьбы и современность. IV Международный конгресс исследователей русского языка. Москва, МГУ им. М. В. Ломоносова, филологический факультет. 20-23 марта 2010 г. Труды и материалы / сост. М. Л. Ремнева, А. А. Поликарпов. М., 2010. С.27.
20. Русский язык в современной Беларуси: практика и норма // Русский язык. 2010. № 6. С. 8 — 15.
21. Кто устанавливает нормы русского языка в Республике Беларусь? // III Международный форум русистов стран СНГ и Балтии. Минск, 7 — 8 декабря 2009 г. Сборник научных статей. Минск, 2010. С. 101—105.
22. Лингвистические наблюдения и открытия в русской поэзии // Русский язык и литература. 2011. № 5. С. 3 — 11.
23. Полнота / неполнота парадигмы как признак слова // Gramatikaileksikauslovenskimjezicima: zbornikreferata / Gl. urednikS. Tanasič. Beograd — NoviSad, 2011. С. 149—162.
24. К соотношению семантической и сигматической информации в плане содержания слова (на материале славянских языков) // Слово и язык. Сборник статей к восьмидесятилетию акад. Ю. Д. Апресяна. М.: Языки славянских культур, 2011. С. 307—318.
25. Развитие притяжательных местоимений 3-го лица в славянских языках в свете процессов грамматикализации // Grammaticalization and Lexicalization in Slavic Languages. Joint International Symposium on November 11-13, 2011. Slavic Research Center, Hokkaido University, Sapporo, 2011. С. 77 — 79.
26. Глагольное управление как многофакторный феномен // Дискурс, культура, ментальность: коллективная монография / Отв. ред. М. Ю. Олешков. Нижний Тагил, 2011. С. 242—254.
27. О неполной парадигме слова // Русский язык: система и функционирование (к 90-летию БГУ и 85-летию профессора П. П. Шубы). Сборник материалов Международной научной конференции. 11-12 октября 2011 г. Минск, 2011. С. 13 — 23.
28. Словоформа как элемент языковой системы и речевой среды // StudiaSlavica Savariensia. 1-2. In honorem Viktor Moiseenko septuagesimi natalis dedicatur. Ред.: Gadányi Károly. Szombathely, 2011. C. 259—266.
29. Словоформа как представитель синтаксемы (динамический аспект) // Грамматика и текст. К юбилею Галины Александровны Золотовой. (Вопросы русского языкознания. Вып. XIV). М., 2011. С. 68 — 80.
30. Взаимодействие языковых уровней в процессах речевой деятельности // Ročenka tekstů zahraničních profesorů. Ročnik 5 (The Annual of Texts by Foreign Guest Professors. Volume 5). Praha, 2011. C. 101—129.
31. 50 лет белорусской лингвистической славистики (1960—2010) // Современная славистика и научное наследие С. Б. Бернштейна. Тезисы докладов международной научной конференции, посвященной 100-летию со дня рождения С. Б. Бернштейна. 15-17 марта 2011 г. М., 2011. С. 10 — 12.
32. Развитие притяжательных местоимений 3-го лица в славянских языках в свете процессов грамматикализации // Grammaticalization and Lexicalization in Slavic Languages. Joint International Symposium on November 11-13, 2011. Slavic Research Center, Hokkaido University, Sapporo, 2011. С. 77 — 79.
33. Место синтаксической составляющей в языковой картине мира // Образ России и россиянина в словаре и дискурсе: когнитивный анализ. Тезисы докладов и сообщений Международной научной конференции, посвященной юбилею проф. Л. Г. Бабенко. Екатеринбург, 2011. С. 30 −33.
34. Диффузный характер языковых знаков, динамичность синтаксической структуры и речевая свобода носителя языка // Дискурс, социум, креативность. Коллективная монография / Отв. ред. М. Ю. Олешков. Нижний Тагил, 2012. С. 42 — 55.
35. В начале было слово, или от языка — к реальности // Проблемы лингвистической прогностики / Сб. научн. тр. под ред. А. А. Кретова. Вып. 5. Воронеж, 2012. С. 82 — 93.
36. О процессах синтаксической компрессии в современных славянских языках // Известия Российской Академии Наук. Серия литературы и языка. 2012, том. 71, № 6. С. 3-11.
37. Pseudo-utterancesin Slavonic languages as a speech phenomenon// XV Міжнародны з’езд славістаў (Мінск, Беларусь, 20-27 жніўня 2013): Тэзісы дакладаў Том 1. Мовазнаўства / гал. рэд. А. А. Лукашанец. Мінск: Беларуская навука, 2013. P.33.
38. Сборники лингвистических задач: история и современность // Современные направления исследования и преподавания славянских языков. Международная научная конференция «VIII Супруновские чтения» (Минск, 21-22 сентября 2012 г.). Сб. научн. статей. Минск, 2013. С. 123—137.
39. «Иногда ошибка — это другое лицо творчества в языке» (интервью) // Русский язык. Методический журнал для учителей-словесников. 2013, № 3. С. 4 — 5.
40. Сапоги Италия, ванна Новокузнецк, крыша черепица…О дискурсивной обусловленности грамматики // Slavica Nitriensia (Словакия). 2013. № 1. C. 5-17.